# Ngày quốc tế thủ dâm
Ngày Quốc tế thủ dâm, ban đầu là Ngày Quốc gia thủ dâm xuất phát từ Mỹ, tại Anh và Úc được gọi là "Wankers Day", là một sự kiện không thường niên tổ chức vào ngày 28 tháng 5 hằng năm, để kỷ niệm và bảo vệ quyền được thủ dâm. Ngày Quốc gia thủ dâm đầu tiên được cửa hàng tình dục Good Vibrations tổ chức ngày 7 tháng 5 năm 1995, sau khi Tổng Y sĩ Hoa Kỳ là Joycelyn Elders, người đã bị tổng thống Bill Clinton sa thải vào năm 1994 do đã đề xuất rằng thủ dâm nên là một phần trong nội dung chương trình giáo dục giới tính cho học sinh, sinh viên.
Ngày Quốc gia thủ dâm đã lan ra khắp thế giới thành Ngày Quốc tế thủ dâm và Tháng Năm - Tháng Quốc gia thủ dâm được mở rộng trở thành Tháng Quốc tế thủ dâm.

## Bối cảnh sự kiện
Tại Hội nghị cấp cao Đại hội đồng Liên hợp Quốc về AIDS năm 1994, Joycelyn Elders được hỏi liệu bà có nghĩ rằng việc dạy trẻ em về thủ dâm có thể làm giảm quan hệ tình dục không an toàn hay không. Bà đã trả lời: "Đúng vậy! Tôi nghĩ đó là một phần của tình dục con người, và đó là một phần của thứ mà có lẽ nên được dạy. Nhưng chúng ta thậm chí còn không dạy cho con cái của mình những điều cơ bản." Các quan chức chính phủ phản đối gay gắt và cuối cùng tổng thống Bill Clinton ra lệnh sa thải bà.
Sự kiện này được xem là một phần của những vấn đề rộng lớn hơn đã tồn tại ở Mỹ có nguồn gốc liên quan chính trị, đó là nỗ lực chống lại đàn áp tự do tình dục và quyền tự chủ thân thể. Vấn đề này cũng có thể so sánh với các vấn đề khác tương tự, như vấn đề phá thai hay người đồng tính. Người được xem là đã tạo ra sự kiện này là nhà tình dục học Carol Queen khi bà đang cộng tác với Good Vibrations.

## Phản ứng
Hành động sa thải đã kích động làn sóng phẫn nộ trong dư luận, bà được sự ủng hộ của những người theo chủ nghĩa tự do, người đồng tính, viên chức công tác vấn đề gia đình. Diễn viên hài Janeane Garofalo, ban nhạc trưởng Keith Morris của ban nhạc Circle Jerks và chủ một cửa hàng tình dục ở San Francisco đã tuyên bố Tháng Thủ dâm Quốc gia để vinh danh Elders.
Trong bộ phim tài liệu Sticky: A (Self) Love Story, có một trích dẫn từ phim trong đó Joycelyn Elders đưa ra quan điểm rằng việc tự đụng chạm vào thân thể không phải là nguyên nhân dẫn đến sự suy thoái đạo đức. Bà giải thích thủ dâm làm giảm mang thai ngoài ý muốn và giảm thiểu bệnh tật, rằng học sinh nên hiểu thủ dâm là điều tự nhiên và phổ biến. Đạo diễn của Sticky là Nicholas Tana lấy câu chuyện của Elders như một ví dụ chính yếu về điều cấm kỵ kỳ lạ và lâu dài của nước Mỹ xung quanh việc thủ dâm. Bộ phim ghi lại lịch sử gần đây của điều cấm kỵ này. Bộ phim cũng phỏng vấn những người nổi tiếng ủng hộ Elders. Nicholas Tana nói qua email: "Vụ sa thải bi thảm của Tiến sĩ Joycelyn Elders đã giúp truyền cảm hứng cho việc làm bộ phim này." Ông nói thêm: "[Mỹ] Là một quốc gia hiện đại, chúng ta vẫn phải chịu đựng nhiều trường hợp mang thai ở tuổi vị thành niên và các bệnh lây truyền qua đường tình dục hơn hầu hết các quốc gia hiện đại khác trên thế giới."
Nicholas Tana còn mỉa mai: "Vì điều này, bà ấy đã bị sa thải bởi một vị tổng thống, một con người cảm thấy thích hợp khi nhét điếu xì gà vào âm đạo của cô thực tập sinh Monica Lewinsky! Tôi sẵn sàng đặt cược rằng một nền giáo dục giới tính phù hợp sẽ giúp Bill Clinton chuẩn bị thích hợp hơn cho vị trí quyền lực của ông ta. Bây giờ Bill Clinton đang vận động tranh cử bên cạnh Hillary và tôi rất hoảng sợ. Tôi tự hỏi hôm nay Hillary Clinton sẽ nói gì về điều đó (việc ông Bill Clinton đã làm)?"

## Ý nghĩa giáo dục

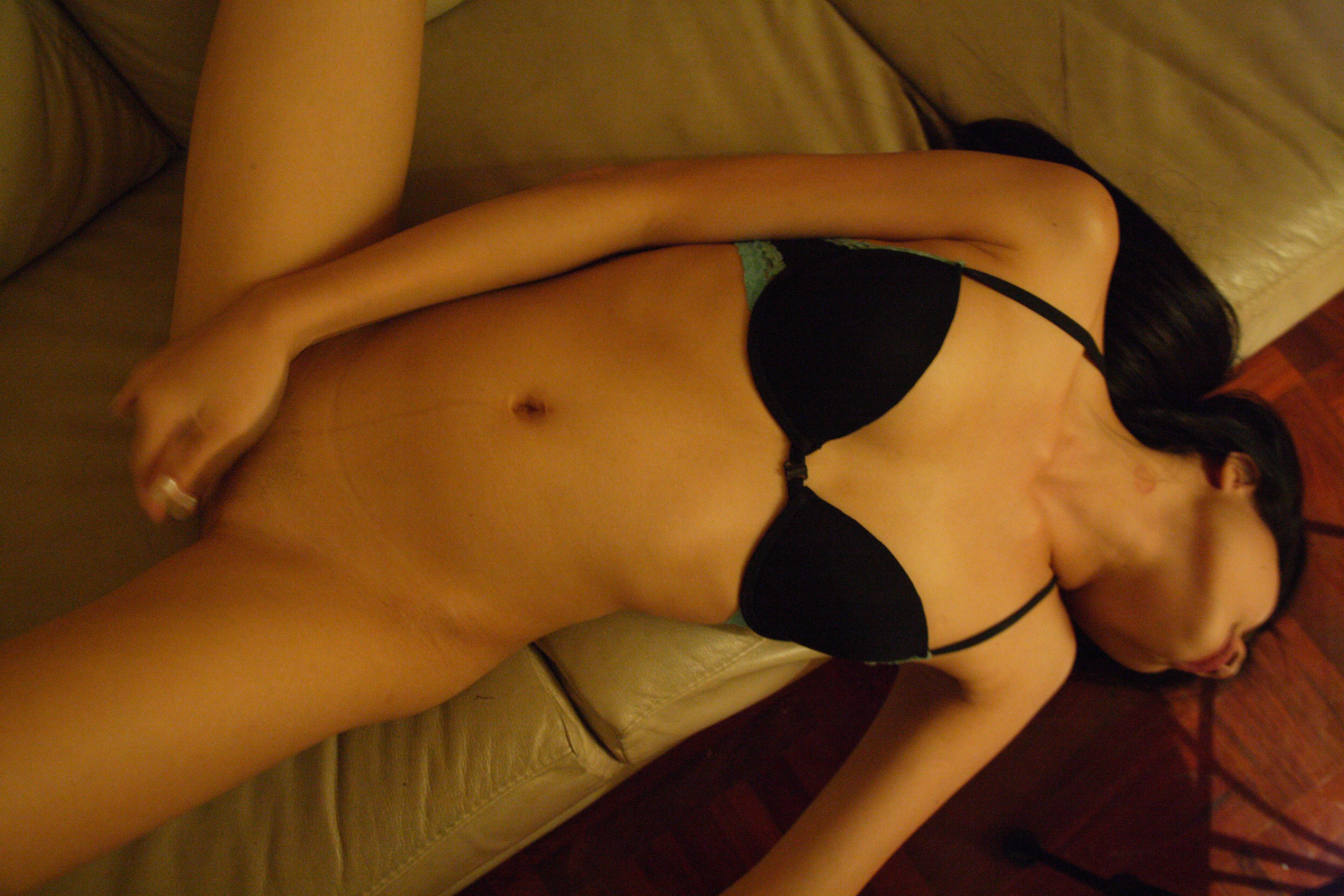
Thủ dâm là vấn đề cởi mở trong thời gian kỷ niệm này

Vào năm 2009, theo Khảo sát Quốc gia về Hành vi và Sức khỏe Tình dục của Đại học Indiana Bloomington, 84% nam giới và 72% nữ giới ở độ tuổi 25-29 thích thú với việc thủ dâm. Thủ dâm trong một thời gian dài bị kỳ thị, bị xem là lối sinh hoạt sai lầm, là điều tội lỗi. Tháng Thủ dâm Quốc gia là nỗ lực ủng hộ thủ dâm theo đường hướng nhằm thay đổi định kiến về thủ dâm theo nghĩa tích cực. Theo Charlie Glickman, Giám đốc Chương trình Giáo dục tại Good Vibrations, Tháng Thủ dâm cung cấp bối cảnh thuận lợi để nói về thủ dâm. "Mục đích đằng sau Tháng Thủ dâm Quốc gia là để thoát khỏi một số định kiến và quan niệm sai lầm và tạo ra một không gian nơi thủ dâm không được coi là một lựa chọn thấp kém mà chỉ là một lựa chọn khác trên bàn tự chọn."
Những thái độ kỳ thị được những người ủng hộ sự kiện này xem là cần có thời gian để thay đổi, đó là lý do tại sao sau khi sự kiện Tháng Thủ dâm đầu tiên được tổ chức, các nhà giáo dục tình dục như Glickman cho rằng việc nói chuyện cởi mở về thủ dâm là quan trọng hơn bao giờ hết, vạch trần những lầm tưởng và bảo vệ lợi ích của nó. "Cho đến khi bạn không phải lo lắng về việc bị sa thải vì cho rằng thủ dâm có thể là một phần của giáo dục giới tính, chúng tôi vẫn phải làm công việc này." Theo Tiến sĩ Raegan McDonald-Mosley, Giám đốc Y tế tại Planned Parenthood Federation của Mỹ thì: "Thủ dâm là một phần bình thường và lành mạnh của tình dục, nó có thể nâng cao sức khỏe thể chất, tinh thần và sức khỏe tình dục cũng như sức khỏe của các đối tác quan hệ tình dục với nhau."
Emojibator và New Society for Wellness (NSFW) là các tổ chức thúc đẩy Tháng thủ dâm đã tổ chức lớp học giành riêng cho nữ giới về vấn đề thủ dâm, nhằm nâng cao nhận thức về tình dục một cách tích cực, để cải thiện chất lượng cuộc sống.
Trang web khiêu dâm Pornhub cũng đăng nội dung kỷ niệm ngày sự kiện này.

## Thúc đẩy thương mại
Ban đầu mục đích của Sự kiện này chỉ là nói về thủ dâm trên khía cạnh hoạt động xã hội, liên quan vấn đề sức khỏe cá nhân, lợi ích của thủ dâm nhưng cũng đã thúc đẩy hoạt động kinh doanh các loại máy rung và các loại máy khác. Điều này trái ngược lại hoạt động kinh doanh trong những thời kỳ trước, khi hoạt động "kinh doanh chống thủ dâm" thúc đẩy việc mua bán các loại sản phẩm như thiết bị báo động cương cứng, hộp đựng dương vật, găng tay ngủ và thiết bị ngăn chặn các cô gái xoạc chân ra. Giờ đây, thị trường kinh doanh đồ chơi tình dục bắt đầu bùng nổ, hàng loạt dụng cụ hỗ trợ thủ dâm được bày bán. Scott Fraser, chủ tịch kiêm Giám đốc điều hành của Empowered Products cho biết: "Cá nhân tôi nghĩ mỗi tháng nên là Tháng Thủ dâm Quốc gia, Tháng Giao hợp Quốc gia và Tháng Quan hệ Tình dục Bằng miệng Quốc gia. Thật dễ dàng để làm việc mỗi ngày khi biết các sản phẩm của chúng tôi đang giúp hàng triệu người thỏa mãn những mong muốn gợi cảm nhất của họ." Các chủ sáng lập và sở hữu của các thương hiệu Private Parts Unknown, Private Parts Unknown, Foria đều đánh giá tích cực việc tự sướng và việc kinh doanh của họ trong ngày kỉ niệm này.
Ngày 1 tháng 5 năm 2017, Công ty TNHH TENGA, một công ty về chăm sóc sức khỏe tình dục tại Nhật Bản, đã phát động chiến dịch #DoItInMay để kỷ niệm Tháng Thủ dâm và nhằm mở rộng cuộc trò chuyện, nâng cao sự chấp nhận văn hóa xoay quanh vấn đề sức khỏe tình dục và niềm vui của bản thân vượt qua những điều cấm kỵ. Đồng thời cũng thúc đẩy hoạt động kinh doanh bán các loại mặt hàng của công ty này. Công ty này cũng đưa ra khảo sát của họ trên toàn cầu, Báo cáo Tự sướng Toàn cầu, vào năm 2018. Đây được coi là khảo sát lớn nhất thế giới về thủ dâm.

## Chỉ trích
Sự kiện này vẫn chưa đăng ký tại Hoa Kỳ và vẫn chưa là ngày lễ chính thức, sự kiện cũng sử dụng tên quốc tế của nó nhưng vẫn chưa được Liên Hợp Quốc công nhận.